# Paul Kumm
Paul Karl Kumm (* 19. November 1866 in Danzig; † 14. September 1927 ebenda) war ein deutscher Botaniker und Prähistoriker.

## Leben
Paul Kumm besuchte das Danziger Realgymnasium zu St. Johann, studierte von 1884 bis 1888 Naturwissenschaften an der Universität Breslau und wurde 1889  mit seiner botanischen Dissertation Zur Anatomie einiger Keimblätter in Breslau promoviert. Kumm war bis 1889 Assistent am Mineralogischen Museum in Breslau und bis 1891 Assistent am Botanischen Garten und Museum der Technischen Hochschule Karlsruhe.
Anschließend wurde er wissenschaftlicher Hilfsarbeiter, 1894 Kustos und 1910 als Nachfolger von Hugo Conwentz Direktor des Westpreußischen Provinzial-Museums in Danzig. Paul Kumm wirkte von 1904 bis 1907 als Dozent für Botanik an der neuen königlich preußischen Technischen Hochschule Danzig. 1904 wurde ihm der Professorentitel verliehen.
Sein Schwerpunkt als Prähistoriker war die Erforschung der Vorgeschichte der damaligen Provinz Westpreußen, wobei er in diesem Gebiet zahlreiche Ausgrabungen geleitet hat.
Er war Mitglied der Naturforschenden Gesellschaft in Danzig, in der er von 1911 bis 1927 als Leiter der Anthropologischen Fachabteilung wirkte.
Am 4. August 1904 wurde Paul Kumm als Mitglied (Matrikel-Nr. 3186) in die Deutsche Akademie der Naturforscher Leopoldina aufgenommen.

## Schriften
- Zur Anatomie einiger Keimblätter. Ein Beitrag zur vergleichenden Anatomie dieser Organe. Anton Schreiber, Breslau 1889 (Digitalisat)
- Ferdinand Roemer, sein Leben und sein Wirken. Gedächtnissrede. In: Schriften der Naturforschenden Gesellschaft in Danzig. Neue Folge. Achter Band. Danzig 1892, S. 116–145 (Digitalisat)